# Don Martin
Donald ”Don” Martin, född 18 maj 1931 i Paterson, New Jersey, död 6 januari 2000 i Miami, Florida, var en amerikansk tecknare som framför allt är känd för sina serier i tidningen Mad Magazine och sitt mycket fantasifulla användande av onomatopoetiska ord för ljudeffekter i serierna.
Martin debuterade i Mad Magazine 1956 och blev snabbt en läsarfavorit. Hans karakteristiska stil gav honom epitetet ”Mad's Maddest Artist”. Med tiden blev han oense med redaktören William M. Gaines angående ersättningen och lämnade tidningen 1988. Han gick då över till konkurrenttidningen Cracked. Under denna period började han också att göra reklamaffischer, bland annat en för den svenska fackföreningen LO som folk ofta rev ner och tog med sig hem. 1994 startade han även en egen kortlivad tidning, Don Martin Magazine.
De flesta av Martins serier var helt fristående slapstick-avsnitt, men bland hans återkommande figurer fanns Knäpplappen samt Hisper Rispervisper och Krydolf. Slapstickshumorn överdrivs inte sällan in absurdum. Till exempel finns ett avsnitt där Hisper Rispervisper faller ned från ett höghus, begravs i asfalten, och får ett kassaskåp i huvudet, varpå han fläker ut en flera meter lång tunga. I de följande rutorna passerar en arméparad över tungan.
Med åren fick Martin dålig syn och fick använda särskilda synhjälpmedel för att kunna fortsätta teckna, men han fortsatte enträget med sina serier ända fram till sin dödsdag den 6 januari 2000. Don Martin avled i cancer i Miami 68 år gammal.

## SerietidningenDon Martin
På svenska har Don Martins serier även getts ut tillsammans med biserier i tidningen Don Martin 1989–91.
Tidningen gavs ut av Atlantic Förlag och innehöll även serier som ”Acke Black”, ”Fredrik och hans finne”, ”Ottifanterna” och avsnitt från tidningen Plop!. Serier tecknade av den gamla kollegan på Mad Magazine, Sergio Aragonés, förekom också ofta.